# Schneestock
Schneestock – szczyt w Alpach Berneńskich, części Alp Zachodnich. Leży w Szwajcarii na granicy kantonów Uri i Valais. Należy do pasma Alp Urneńskich. Sąsiaduje z Dammastock na północy. Można go zdobyć ze schroniska Chelenalphütte (2350 m) lub Dammahütte (2430m).